# SMH - 始末署の星
『SMH - 始末署の星』（エスエムエイチ しまつしょのほし）は、竹田エリによる、刑事を主人公にした4コマ漫画作品である。『週刊ヤングジャンプ』2002年26号 - 2003年6・7号まで連載。単行本全1巻。

## 概要
同作者が長期連載した『私立T女子学園』と『メリーちゃんと羊』の中間時期に連載された。
主人公は都内のとある警察署（始末署）の新米警察官。私服で捜査にあたるので刑事に該当する。彼は正義感にあふれ、やる気いっぱいなのだが、配属された強行犯係の先輩をはじめ、署内の人間は変人ばかりで、事件もやる気がそがれる物ばかり起こり、彼は次第に当初の初々しさを失い、心が砂漠と化して行く。こんな笑えない状態をギャグで乾いた笑いに仕上げてある。

## 登場人物

### 警察官

#### 男性
若王子 星児（わかおうじ せいじ）
主人公。23歳。始末署刑事課強行犯係の刑事。巡査。
彼の初登署の朝から物語りは始まる。純粋で憧れの刑事となれ、張り切って目覚めるが、いきなり空き巣（実は刑事）と出くわしたり、謎の女にからかわれたり、意気消沈することばかり。彼自身は正常人なのだが、始末署をはじめとする皆が変人ばかりなので苦労が絶えない。
殿山 薫（とのやま かおる）
27歳。始末署刑事課強行犯係の刑事。巡査部長。
若王子の指導担当。警察独身寮で若王子の隣室に住む。若王子の部屋で空き巣行為を働いていたのも彼だった。彼の支離滅裂な発言・行動に若王子は翻弄される。
伯倉 丈二（はくら じょうじ）
35歳。始末署刑事課強行犯係の刑事。巡査部長。
人呼んで「さすらいのジョニー」。体が極端に病弱な為、よく吐血する。内蔵・骨格すべて脆く、さわっただけで骨がおれる。そのため、犯人がその手を振り払っただけで骨折し、傷害罪が成立し逮捕できるという便利な男。尋問のときのテクニックにも長けている。
武者小路 晴美（むしゃのこうじ はるみ）
37歳。始末署刑事課強行犯係係長。警部補。
強行犯係の長で、現場でのリーダーである。仕事は一応出来るようである。上司が失脚し自分が出世することを夢想する腹黒い部分もある。
太宰 鉄人（だざい かねひと）
48歳。始末署刑事課課長。警部。
四角い顔に、仏頂面。ロマンスグレーの髪を中央からきれいに分けている。無口というより一言もしゃべらない。意思の伝達はコスプレ・着ぐるみで表現される。
公 国光（おおやけ くにみつ）
30歳。始末署署長。警視。俗に言うキャリア。
部下の使い走りをさせられている、不憫な所長。しかし、実は切れ者。
主水 司（もんど つかさ）
51歳。始末署副署長。警視。
署長が部下に大切にされないことを常に憂いている。

#### 女性
北上 要（きたがみ かなめ）
27歳。警視庁捜査一課二係の刑事。警部補。
つり目で、ストレートのセミロング（警官としては異例）の髪をした美人。
もと始末署の交通課に所属していたが、抜群の記憶力を持つので本庁に抜擢された。しかし、余計なことまで記憶し、それをしゃべりまくるため逆に嫌がられ、始末署でぶらついていることが多い。神出鬼没だが、事件を解決するより、事件を起こすことのほうが多い。殿山薫とは同年齢の幼馴染で、学校も職場も一緒という関係。デートらしきことをすることもある。若王子の初出勤の時、突然現れ彼をからかった。警察手帳の表紙はハート模様のピンクレザーである。
宮田 奈緒（みやた なお）
24歳。始末署警務課（以前は交通課）。巡査。
目が猫のよう（虹彩が縦長。猫の場合瞳が縦長）で口もネコ型なので「警務課の猫の人」と呼ばれている。言葉の語尾にも「にゃ」が付く。髪はショート。
事務処理などを主な仕事としており、仕事は真面目にする。若王子をはじめ、若い人たちの相談役になることがある。拳銃があったら、とりあえず引き金を引くという困ったクセがある。ピクルスが苦手。警察手帳の表紙はプリクラやメモパッドで埋め尽くされている。
姫木 芽々（ひめき めめ）
目は大きく、丸顔。髪はショートヘア。
22歳。始末署警務課。巡査。
若王子に一目ぼれし、それ以後彼のストーカーとなり、若王子の小物をひそかにコレクションしている。彼自身を拉致しようとしたこともあった。彼とデートの約束を取り付けたこともあったが、それを妨害する要因は力ずくで排除していった。かなり重症のストーカーである。柔道による護身は達人の域。殴るとコンクリートの壁を破壊する力を持つ。警察手帳の表紙は手製のフリル付きカバーで包まれている。
里美 天子（さとみ てんこ）
25歳。警視庁刑事部鑑識課警察犬指導。巡査。
ポニーテールの元気が良い女性。
警察犬「照焼号」（エアデール・テリア、雌）とコンビを組んで事件解決に当たる。プライドが高く、若王子と勝負したこともある。

### その他
スケ番
女子高生。髪は足元まで届く超ロングヘア。瞳が猫のようにが縦長。白いセーラー服のロングスカートにはスリットが入っている。
高校で番をはっている。「自分が人を殺してしまうから逮捕してくれ」と始末署に駆け込むが、対応した始末署の面々は彼女の言いたいことはそっちのけで、「スケ番」というレトロな存在に感激するばかりで、彼女を肴にはしゃぎまわる。激怒した彼女は署長と副署長を血祭りに上げるが、結局いいようにあしらわれて追い返されてしまう。
原黒 井蔵（はらぐろ いぞう）
国会議員。
はじめは、被害者のようであったが、実は自分の元秘書の妻を手篭めにし、自分の思い通りにしてしまっているという悪人で、国政レベルでも巨大な犯罪をしていた。北上さんや警視庁捜査二課の活躍で逮捕された（北上さんは捜査一課だが、バイトのようなもので二課の仕事をしていたらしい）。